# چکاوک فلاتی
چکاوک فلاتی (نام علمی: Corypha nigrescens) گونه‌ای چکاوک از تیرهٔ چکاوکان (Alaudidae) است که در شرق زامبیا، شمال مالاوی و جنوب تانزانیا یافت می‌شود. در گذشته به عنوان یک زیرگونه از چکاوک پس‌سرحنایی در نظر گرفته می‌شد.